# Mos Def
Yasiin Bey (nascido Dante Terrell Smith em 11 de dezembro de 1973), anteriormente conhecido com o nome artístico Mos Def, é um rapper e ator estadunidense. Seu nome artístico foi retirado da frase most definitely (que pode ser traduzida como " em definitivo").
O músico começou sua carreira no hip hop no grupo Urban Thermo Dynamics, juntamente com DCQ e sua irmã CES. Nesse início de carreira colaborou em álbuns de grupos como Da Bush Babies e De La Soul. Também tem o bem sucedido Black Star em conjunto com o músico Talib Kweli.
Ele também tem uma bem sucedida carreira de ator, concorrendo a premiações como Grammy, Emmy e outros. O músico também é um forte crítico da política mundial, com letras que tratam temas como o Furacão Katrina, a banalização do Rap e outros temas essenciais para o mundo.
O cantor tem uma história com o Brasil. Em outubro de 2006, Mos Def gravou o documentário ‘’’4Real’’’ (inédito no Brasil) no Rio de Janeiro, entrevistando o rapper MV Bill na Cidade de Deus, para conhecer os problemas sociais e comunitários da comunidade. Na época, esticou sua presença no país, e cantou na 7ª apresentação do festival Hutúz.
No dia 5 de dezembro de 2009, Mos Def foi uma das atrações do Festival Indie Hip Hop, ocorrido no SESC de Santo André, São Paulo. O rapper dividiu o palco com músicos como Kamau, Emicida, Mamelo Sound System, Banda Black Rio, entre outros.

## Discografia

### Solo
- Black on Both Sides (1999)
- The New Danger (2004)
- True Magic (2006)
- Mos Definite (2007)
- The Ecstatic (2009)

### Black Star
- Black Star (1998)

## Filmografia
- 1988 - God bless the child
- 1991 - Aprendiz de Feiticeiro
- 1994 - The Cosby mysteries (TV)
- 1997 - Ghosts (média metragem de Michael Jackson)
- 1998 - Where's Marlowe?
- 2000 - A Hora do Show
- 2000 - Ilha dos mortos
- 2001 - A Última Ceia
- 2001 - Carmen: A hip hopera
- 2002 - Brown sugar
- 2002 - Civil brand
- 2002 - Showtime
- 2003 - Eu a Patroa e as Crianças - 3º temporada
- 2003 - Uma Saída de Mestre
- 2004 - Quase Deuses
- 2004 - O Lenhador
- 2005 - O Guia do Mochileiro das Galáxias
- 2005 - Lackawanna Blues
- 2006 - 12 Horas Até o Amanhecer
- 2006 - Ricky Bobby - A Toda Velocidade
- 2006 - 16 Quadras
- 2008 - Cadillac Records
- 2008 - Rebobine, Por Favor
- 2011 - Dexter - 6° Temporada
- 2013 - Begin Again - Mesmo se nada der certo.